# Jean Cluzel
Pour les articles homonymes, voir Cluzel.
Jean Cluzel, né le 18 novembre 1923 à Moulins et mort le 12 septembre 2020 à Bransat, est un entrepreneur et homme politique français. En tant que sénateur, il a notamment rédigé plusieurs rapports concernant l'audiovisuel.

## Biographie
Président d'une entreprise familiale dans le bâtiment, la société Cluzel-Dumont, il s'engage en politique et devient conseiller municipal de Saint-Pourçain-sur-Sioule (1959-1965), puis conseiller général du canton de Moulins-Ouest (1967-1992).
Il est président du conseil général de l'Allier de 1970 à 1976 et de 1985 à 1992.
Il est conseiller régional au conseil régional d'Auvergne (1974-1986), où il préside la commission des finances (1974-1982).
Il est sénateur de l'Allier, inscrit au groupe de l'Union centriste de 1971 à 1998. C’est à ce titre qu’il rédige plusieurs rapports désignés sous le nom de « Regards sur l’audiovisuel » ou de rapports Cluzel et qu'il est rapporteur spécial du budget de la radio-télévision à la commission des Finances du Sénat.
Sous l'influence de Victor Dillard, il est le créateur du club « Positions » qu'il anime, depuis 1955, avec son épouse, dans leur maison de Bransat. 400 Carrefours se sont ainsi déroulés et ont fait l'objet de publications, faisant de « Positions » le plus pérenne des clubs français[réf. nécessaire]. Cette action se prolonge aujourd'hui avec les « Rencontres d'avenir ».
Depuis 1998, il est directeur de rédaction de Positions et Médias, revue trimestrielle consacrée à la société de communication et publiée sous le patronage de l'Unesco.
Élu le 16 décembre 1991 à l'Académie des sciences morales et politiques, dans la section Morale et Sociologie, il en est le secrétaire perpétuel de 1999 à 2004.
Il est le fondateur de la webradio Canal Académie.
Il est, avec d'autres académiciens, un des fondateurs de l'Institut de géopolitique des populations en février 2000.
Il a créé en 1973 les prix Allen, un ensemble de prix annuels destinés à récompenser des œuvres et des actions humaines remarquables en rapport avec le Bourbonnais. Le nom de ces prix est tiré de la devise de l'ordre de l'Écu d'or, fondé le 1er janvier 1369 par Louis II, duc de Bourbon.
Il est le fondateur de la fondation Madeleine et Jean Cluzel - Institut de France.
Jean Cluzel est inhumé au cimetière de Bransat.

## Décorations
- Commandeur de la Légion d'honneur
- Officier de l'ordre des Palmes académiques
- Commandeur de l'ordre des Arts et des Lettres (14 juillet 2004)

## Distinctions
- Prix Toutain 1974 de l’Académie française pour Horizons bourbonnais
- Prix Véga et Lods de Wegmann 1978 de l’Académie française pour Télé violence
- Prix de Jouy 1987 de l’Académie française pour Les anti-monarques de la Cinquième
- Prix Nouveau Cercle Interallié 2002 pour Anne de France
- Prix Richelieu-Senghor 2004[7].

## Ouvrages
- Horizons bourbonnais, 1973.
- Élu du peuple, 1977.
- Télé violence, 1978.
- Télémanie, 1979.
- L'Argent de la télévision, 1979.
- Les Anti-monarques de la cinquième, essai sur les contre-pouvoirs politiques, 1985.
- Un projet pour la presse, 1986.
- La Loi de 1987 sur l'épargne, 1987.
- La Télévision après six réformes, 1988.
- Les Finances locales décentralisées, 1989.
- Le Sénat dans la société française, 1990.
- La Télévision, Flammarion, coll. « Dominos », 1996[8].
- Presse et Démocratie, 1997.
- Démocratie oblige, 1998.
- Anne de France, 2002.
- Propos impertinents sur le cinéma français, 2003.
- Jeanne d'Arc, la politique par d'autres moyens, 2006.